# 行政处罚

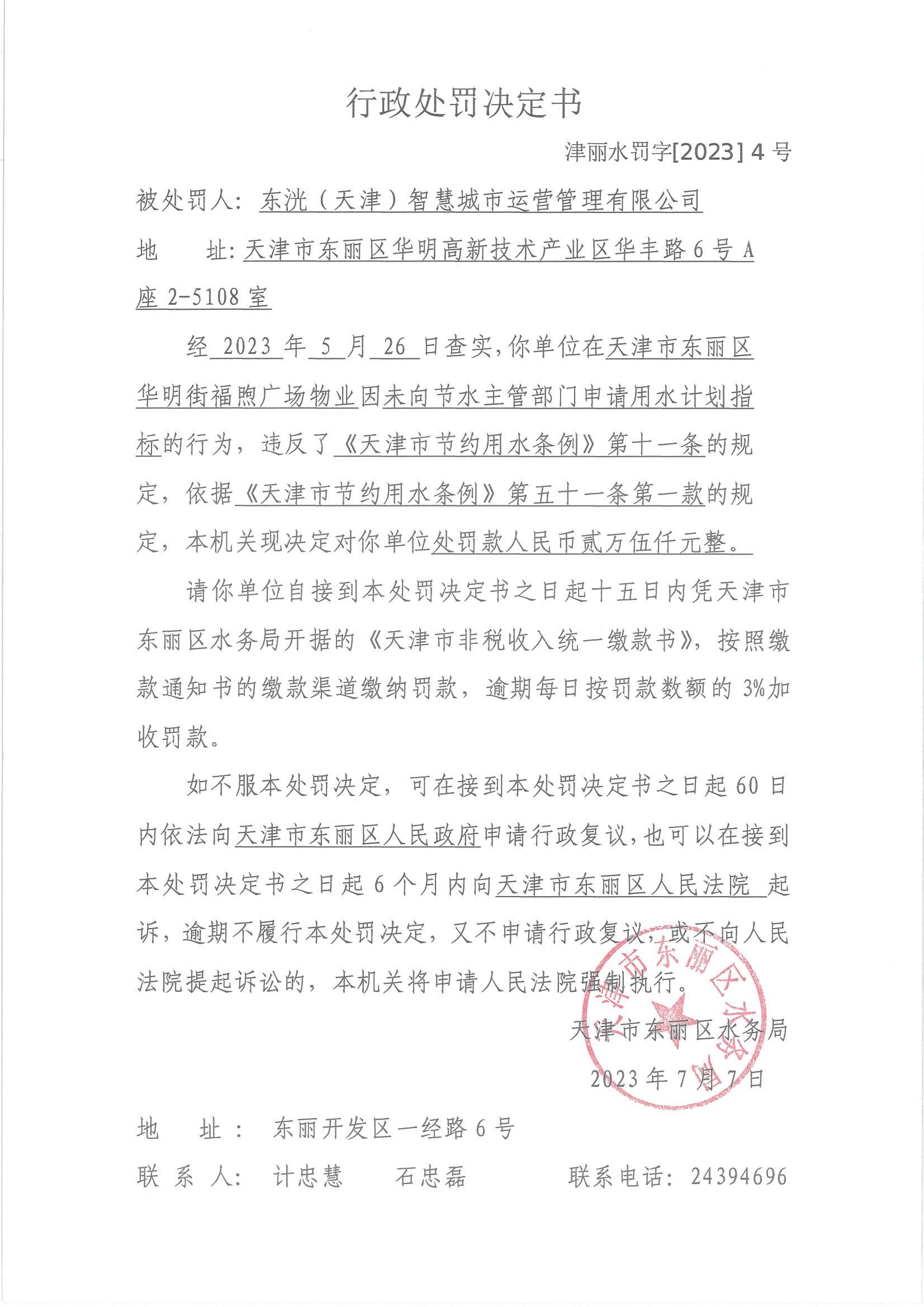
中华人民共和国的行政处罚决定书

行政处罚是指行政机关依法对违反行政管理秩序的公民、法人或者其他组织，以减损权益或者增加义务的方式予以惩戒的行为。

## 行政处罚的原则
- 处罚法定原则
- 处罚公正、公开原则
- 处罚与教育相结合原则
- 保障相对人权利原则
- 职能分离原则
- 一事不再罚原则

## 行政处罚的归责原则
学界对于行政处罚的归责原则有三种学说，分别是无过错归责原则、过错责任原则和过错推定原则。《中华人民共和国行政处罚法》第30条第2款规定：“当事人有证据足以证明没有主观过错的，不予行政处罚。”这表明过错推定原则成为中国大陆的行政处罚的归责原则。

## 行政处罚的类型
- 人身罚（行政拘留）
- 财产罚（罚款、没收违法所得、没收非法财物）
- 资格罚（暂扣许可证件、降低资质等级、吊销许可证件、限制开展生产经营活动、责令停产停业、责令关闭、限制从业）
- 申诫罚（警告、通报批评）

## 行政处罚的设定

### 中国

#### 法律
法律可以设定各种行政处罚，限制人身自由的行政处罚只能由法律设定。

#### 行政法规
行政法规可以设定限制人身自由以外的行政处罚。法律对违法行为已经作出行政处罚规定，行政法规需要作出具体规定的，必须在法律规定的给予行政处罚的行为、种类和幅度的范围内规定。法律对违法行为未作出行政处罚规定，行政法规为实施法律，可以补充设定行政处罚。拟补充设定行政处罚的，应当通过听证会、论证会等形式广泛听取意见，并向制定机关作出书面说明。行政法规报送备案时，应当说明补充设定行政处罚的情况。

#### 地方性法规
地方性法规可以设定除限制人身自由、吊销营业执照以外的行政处罚。法律、行政法规对违法行为已经作出行政处罚规定，地方性法规需要作出具体规定的，必须在法律、行政法规规定的给予行政处罚的行为、种类和幅度的范围内规定。法律、行政法规对违法行为未作出行政处罚规定，地方性法规为实施法律、行政法规，可以补充设定行政处罚。拟补充设定行政处罚的，应当通过听证会、论证会等形式广泛听取意见，并向制定机关作出书面说明。地方性法规报送备案时，应当说明补充设定行政处罚的情况。

#### 国务院部门规章
国务院部门规章可以在法律、行政法规规定的给予行政处罚的行为、种类和幅度的范围内作出具体规定。尚未制定法律、行政法规的，国务院部门规章对违反行政管理秩序的行为，可以设定警告、通报批评或者一定数额罚款的行政处罚。罚款的限额由国务院规定。

#### 地方政府规章
地方政府规章可以在法律、法规规定的给予行政处罚的行为、种类和幅度的范围内作出具体规定。尚未制定法律、法规的，地方政府规章对违反行政管理秩序的行为，可以设定警告、通报批评或者一定数额罚款的行政处罚。罚款的限额由省、自治区、直辖市人民代表大会常务委员会规定。